# Karl Wüst

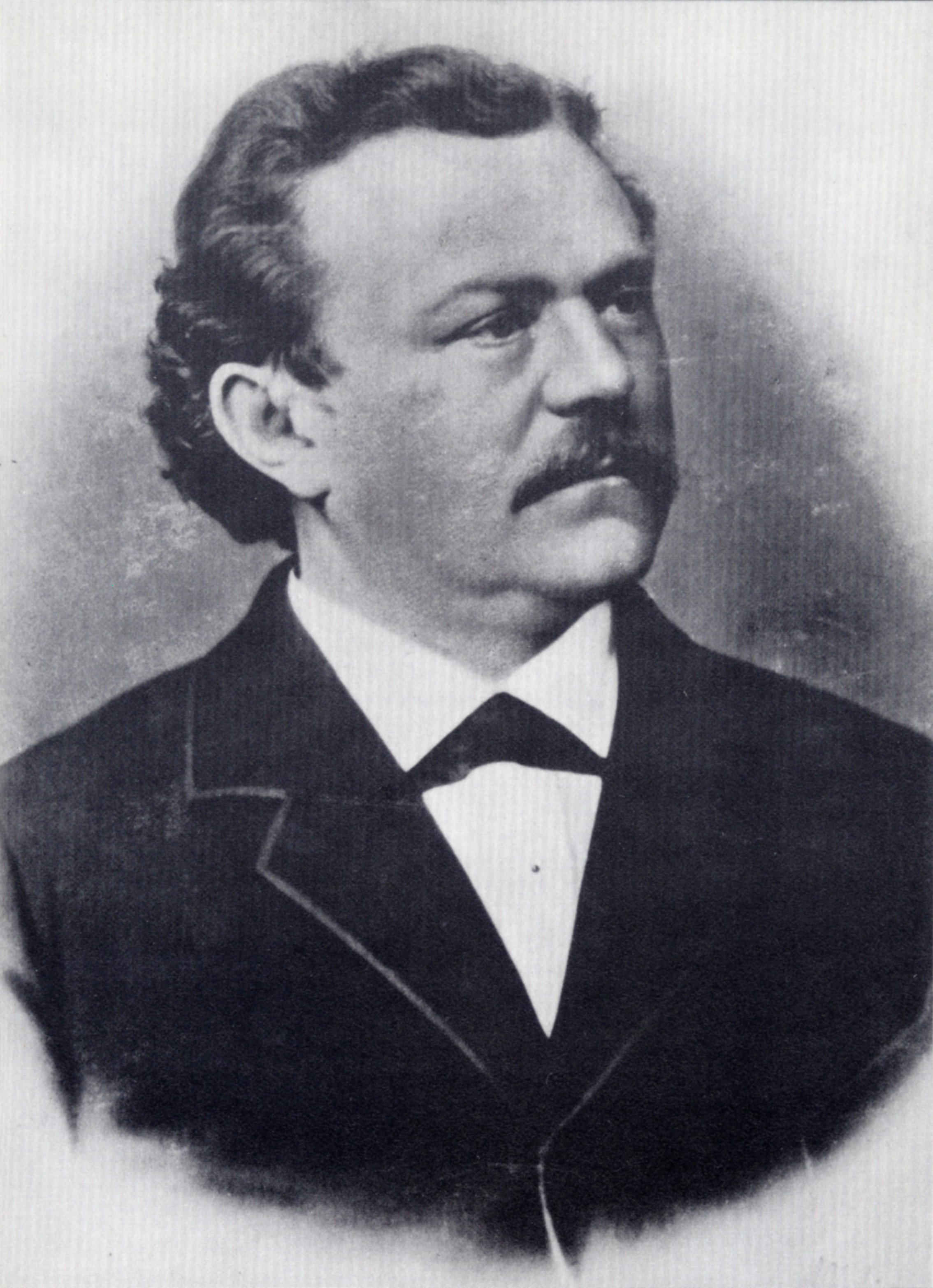
Fotografie von Karl Wüst

Karl Wüst (* 28. Dezember 1840 in Heilbronn; † 28. Januar 1884 ebenda) war von 1869 bis zu seinem Tod 1884 Oberbürgermeister der Stadt Heilbronn.

## Leben
Wüst wurde als Sohn des aus Bonfeld stammenden Martin Wüst geboren, der von Beruf Gütertransporteur war. Wüst besuchte das Heilbronner Karlsgymnasium und begann danach eine Lehre bei Amtsnotar Mayer. 1862 war er stellvertretender Ratsschreiber in Stuttgart.
Ab 1863 studierte er Verwaltungswissenschaft an der Universität Tübingen, wo er Mitglied der Studentenverbindung Landsmannschaft Schottland wurde und bis 1867 die erste und zweite Dienstprüfung absolvierte.
Er war dann nacheinander beim Oberamt Esslingen, beim württembergischen Innenministerium, beim Oberamt Künzelsau und bei der Staatsdirektion in Stuttgart sowie längere Zeit bei der Zentralstelle für Handel und Gewerbe beschäftigt. 1869 war er Oberamtsaktuar beim Stadtschultheißenamt Stuttgart.
In Heilbronn trat Stadtschultheiß August Klett aus gesundheitlichen Gründen im Dezember 1868 vom Amt zurück. Zu seinem Nachfolger wurde Ratsschreiber Josef Raur gewählt, der jedoch ebenfalls aus gesundheitlichen Gründen die Wahl nicht annahm. Karl Wüst konnte daraufhin mit einer Kandidatenrede im Theatersaal die Heilbronner Bürgerschaft für sich gewinnen und wurde am 3. Mai 1869 zum Stadtschultheißen gewählt. Wüst hatte von den Eltern her das Bürgerrecht in Großgartach, erwarb aber kurz nach seiner Wahl das Bürgerrecht in Heilbronn. 

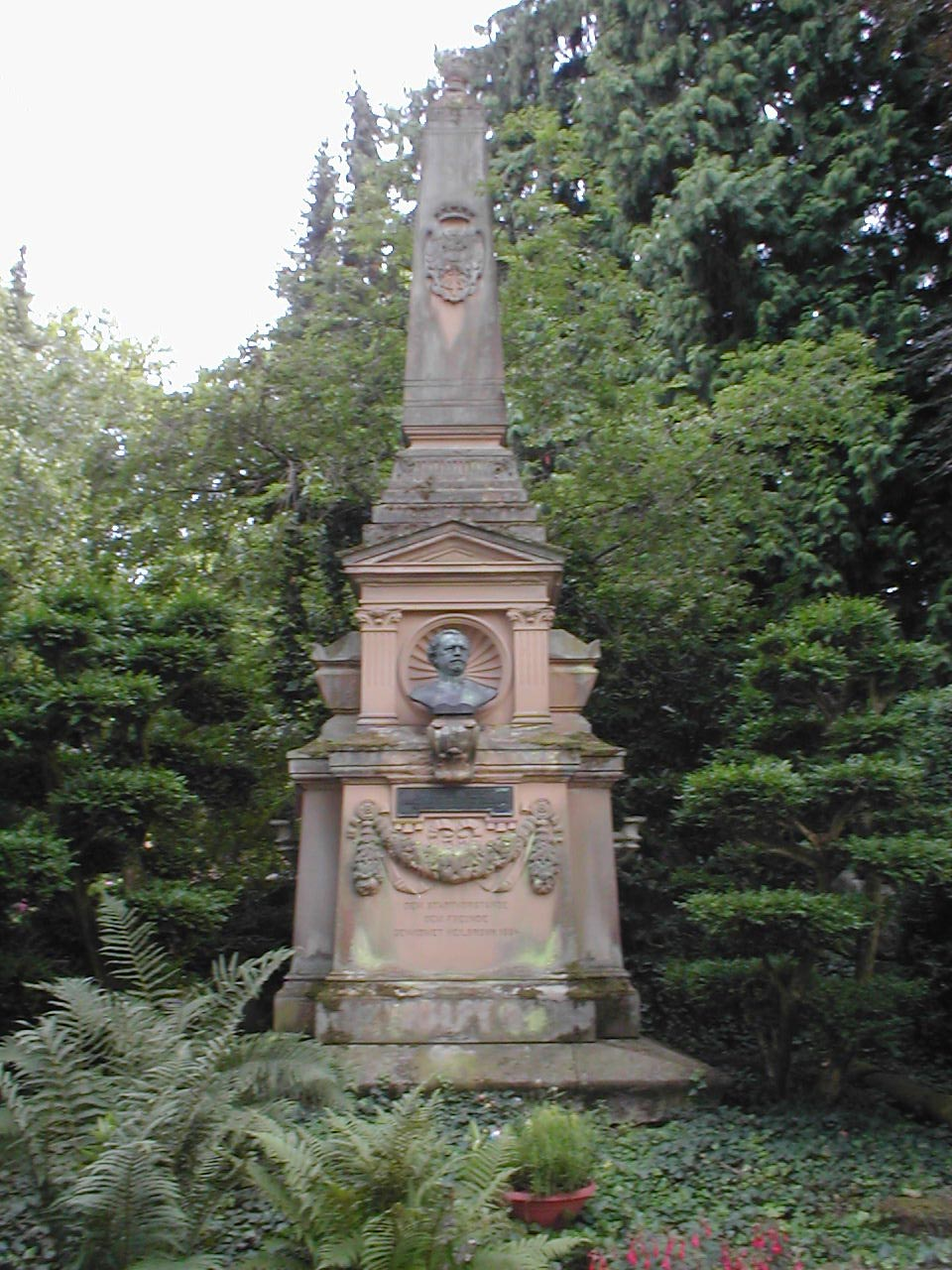
Grabmal von Karl Wüst auf dem Hauptfriedhof in Heilbronn

Er trat das Amt als Heilbronner Stadtschultheiß am 15. Juni 1869 an und leitete die Geschicke der Stadt in einer wirtschaftlich äußerst prosperierenden Periode nach Gründung des Deutschen Reichs. Unter Wüst entstand 1873 der Generalbauplan für die Stadt von Reinhard Baumeister, für dessen Umsetzung die Stadt beim Reichsinvalidenfonds 500.000 Taler – zurückzuzahlen binnen 35 Jahren – zum Bau des Wasserwerks, des Schlachthauses, der Kanalisation, des Gymnasiums und für weitere Bauvorhaben aufnahm. 1874 wurde der neue Bahnhof eingeweiht. Die Stadt gab unter Wüsts Federführung außerdem mehr als 11 Morgen Areal an den Staat zum Ausbau des Heilbronner Floßhafens ab. Im Januar 1876 nahm Wüst die erste bürgerliche Trauung in Heilbronn vor, im Februar desselben Jahres zählte er zu den Gründern des Historischen Vereins Heilbronn, der sich künftig um die Erforschung der Heimatgeschichte verdient machte. 1878 nahm die Kettenschleppschifffahrt auf dem Neckar den Betrieb auf, für die sich Wüst bereits 1875 beim württembergischen König eingesetzt hatte. Zu den weiteren Höhepunkten seiner Amtszeit zählten die Gründung der Botenmeisterei, der Mädchenmittelschule und der landwirtschaftlichen Winterschule, der Erwerb des Gaswerks 1883, die Wiedererlangung der Garnison, die Einrichtung eines neuen Hauptfriedhofs, der Bau des Eisernen Stegs am Götzenturm, die Tiefbohrung auf Steinsalz und der anschließende Vertrag mit dem Salzwerk.
1874 wurde Stadtschultheiß Wüst vom württembergischen König der Titel Oberbürgermeister verliehen. Bei der Wahl zum württembergischen Landtag 1876 siegte Wüst im Wahlkreis Heilbronn Stadt gegen Georg Härle. 1882 wurde er ohne Gegenkandidaten wiedergewählt.
Karl Wüst erkrankte im Spätjahr 1883 an einem Tumor in der Brusthöhle, woran er im Alter von 43 Jahren im Januar 1884 verstarb. Bis zur Wahl eines Nachfolgers wurde der Ratschreiber Louis Heyd Amtsverweser. Zu Wüsts Hinterlassenschaften gehörte, dass „die Rathaus-Beamtenschaft eine Freiheit des Handelns erlangt hatte, welche vielfach in der Bürgerschaft nicht gefiel“. Die Wahl eines Nachfolgers zum Heilbronner Oberbürgermeister gewann Paul Hegelmaier, der sich den Ruf „Weg mit der Vetterleswirtschaft!“ zur Wahlparole gemacht hatte.

## Familie
Karl Wüst war seit 7. September 1869 verheiratet mit Marie Elise Wild, der Tochter eines Heilbronner Arztes. Der Ehe entsprangen vier Töchter, von denen nur zwei den Vater überlebten.

## Ehrungen
Nach Karl Wüst sind heute noch im Heilbronner Norden (Industriegebiet) die Karl-Wüst-Straße und die 1969 eröffnete Karl-Wüst-Brücke über die Bahnstrecke Stuttgart–Würzburg benannt. Im 1882 während seiner Amtszeit eröffneten Heilbronner Hauptfriedhof ist am Ende des zentralen Mittelganges sein prachtvolles Grabmal mit einer Bronzebüste erhalten.